# Georges-Hubert de Radkowski
Georges-Hubert de Radkowski (en polonais Jerzy-Hubert Radkowski) (1924-1987) est un philosophe, sociologue et anthropologue français d'origine polonaise.

## Biographie
Georges (Jerzy) Hubert de Radkowski, que ses proches surnommaient « Jerzyk », s’installa en France après la Seconde Guerre mondiale, au cours de laquelle il avait participé à l’insurrection de Varsovie avant de participer en 1945 aux revues catholiques Tygodnik Powszechny et Znak. Entré à l’Institut d’urbanisme de Paris, avec le soutien de Jean-Pierre Vernant et d’Henri Lefebvre, il y enseigne de 1967 à sa mort.
Il a proposé de considérer l'habitat et l'habiter comme notions centrales d'une approche de l'espace contemporain. Il a exploré notamment les contradictions entre station et mouvement, pays et écoumène, lieu et mobilité, territoire et réseau.
Observant le processus de décommunautarisation de l'espace, il décrit l'émergence contemporaine d'une relation nouvelle, post-sédentaire, à ce dernier. Ce qu'il désignera comme un nomadisme contemporain peut sans doute être assimilé au phénomène de postmodernité chez d'autres auteurs. Des résonances évidentes avec la phénoménologie peuvent également être trouvées dans ses écrits.
Sa pensée avait exercé une influence considérable sur la recherche en sciences humaines, notamment en géographie.
Georges-Hubert de Radkowski avait épousé en 1948, à Paris, Angèle Fumet (d) fille de Stanislas et Aniouta Fumet (d). Le jeune aristocrate polonais avait rencontré son épouse en Pologne, au lendemain de la guerre, à la faveur d'un pèlerinage organisé par l'abbé Glasberg, juif converti. Le père Glasberg et la famille Fumet firent tout leur possible pour faire sortir de la Pologne communiste le jeune chercheur. Son beau-père Stanislas Fumet, aujourd'hui figure un peu oubliée, fut un intellectuel catholique important dans le mouvement des idées de l'entre-deux-guerres. Ce résistant qui avait été arrêté en 1943 par la Gestapo, était à l'époque rédacteur en chef de la revue Temps Présent. Il fut par la suite directeur des éditions Desclée de Brouwer pour la France et a laissé des mémoires intitulés Histoire de Dieu dans ma vie.

## Citations
- « La résidence se réfère non à l'espace physique où elle se pose, mais à l'espace social à l'intérieur duquel elle se découpe et où elle se définit toujours différentiellement par opposition aux autres éléments de cet ensemble social. » - Anthropologie de l'habiter

- « Toute la révolution des Temps modernes s'est accomplie dans un regard: distrait du centre, soustrait à la présence, il s'est porté sur l'abîme, il est devenu captif de son énigme. Dès ce moment, l'antique enchantement de l'être s'est évanoui comme un songe; un nouvel enchantement, celui de la puissance, commença à agir; l'enceinte de perfection qui veillait sur les civilisations du Milieu s'effondrait et, sur la terre enfin ouverte à l'infini, apparurent les premiers campements nomades » - Anthropologie de l'habiter, p. 155 Voir aussi l'être de l'étant chez Heidegger et la volonté de puissance chez Nietzsche